# فرودگاه سیرا میسترا
فرودگاه سیرا میسترا (به انگلیسی: Sierra Maestra Airport) یک فرودگاه همگانی با کد یاتا MZO است که یک باند فرود آسفالت دارد و طول باند آن ۳۰۰۰ متر است. این فرودگاه در کشور کوبا قرار دارد و در ارتفاع ۳۴ متری از سطح دریا واقع شده است.

## شرکت‌های هواپیمایی و مقصدهای پروازی
| شرکت‌های هواپیمایی | مقصدهای پروازی                          |
| ----------------- | --------------------------------------- |
| هواپیمایی کوبا    | خوزه مارتی                              |
| سان‌وینگ ایرلاینز  | مونترآل-پییر الیوت ترودو، پیرسون تورنتو |